# مانولا برونيت
مانولا برونيت إنديا (مواليد 1955 في كارينيينا)، عالمة جغرافيا إسبانية، متخصصة في تغير المناخ. منذ أبريل 2018، ترأست لجنة علم المناخ التابعة للمنظمة العالمية للأرصاد الجوية، وهي بذلك كانت أول امرأة تترأس اللجنة. 

## حياتها
تخرجت من جامعة برشلونة، وعملت أستاذةً فيها.
كانت أستاذة في علم المناخ بجامعة روفيرا آي فيرجيلي ومديرة مركز تغير المناخ.